# 指名停止
指名停止（しめいていし）は、一定期間、国や地方自治体の競争入札参加資格を停止する懲罰的措置。措置が実施された場合、指名停止措置、指名停止処分などと呼ばれる。

## 概要
国や地方自治体が発注する公共事業、物品調達などの入札において、カルテルを結ぶ（談合）などによる公平な競争の妨害、または死亡者を出す重大な労働災害などを起こした企業の入札参加を認めないとするもの。

## 具体的な指名停止理由
国土交通省の措置要件は次の通り。

### 事故等に基づく措置基準
- 虚偽記載 - 競争参加資格確認申請書、競争参加資格確認資料などに虚偽の記載をしたもの。
- 過失による粗雑工事
- 契約違反
- 安全管理措置の不適切により生じた公衆、工事関係者事故

### 贈賄及び不正行為等に基づく措置基準
- 贈賄
- 独占禁止法違反行為
- 公契約関係競売等妨害又は談合
- 重大な独占禁止法違反行為等
- 建設業法違反行為
- 不正又は不誠実な行為

## 期間
程度に応じて数十日から数ヶ月という単位で発注者が決定するが、近年では重罰化を求める意見から奈良県などを中心に数年単位に引き揚げる例も見られるようになった。県の基準引き上げが行われた場合、市町村も倣って厳罰化を進めることも多い。奈良市の例では、2006年に発注した河川改修工事などを妨害した201業者に対して2年間の指名停止措置を講じている。
2010年に3月に発覚した航空自衛隊事務用品発注官製談合事件では、関連企業が6ヶ月～1年の指名停止となった（詳細は当該記事の外部リンクを参照）

## 効果
停止期間が数ヶ月単位になると、公共事業などの受注比率の高い業者ほど経営面への影響は顕著となる。2009年8月、福岡県宮若市の市議会に対し、1年間の指名停止処分を受けた市内の15業者が経営難を理由に指名停止期間の短縮を求める請願を行った例もある（結果は却下）。
2018年3月、中堅ゼネコンのエム・テックが無許可で港湾工事を行ったことを理由に全国200以上の自治体から指名停止を受けた。これを契機にエム・テックは資金繰りが悪化し、同年10月に破産申請を行っている。
指名停止中でも、他社では代替品を製造できないなどの理由で停止が解除される場合がある。衛星バスであるDS2000を製造していた三菱電機は指名停止中に計画されたXバンド防衛通信衛星に必要であるとして採用された。

## 語源
2000年代前半まで一般的に行われていた指名競争入札では、あらかじめ発注者側が入札に参加する業者を指名していたことから、「指名」を停止する事自体が入札から締め出すという意味になっていた。2000年代後半から増加した一般競争入札では、あらかじめ業者を指名することはないが、一定以下の金額で指名競争入札が残っている場合が多く、現在でも指名停止という表現が用いられる。